# MKB Mittelstandskreditbank
Die MKB Mittelstandskreditbank AG ist eine deutsche Spezialbank mit Sitz in Hamburg.

## Geschichte
Die heutige MKB Mittelstandskreditbank AG ist eine Spezialbank für das Handwerk und wurde im Jahre 1955 als Tochtergesellschaft der heutigen DZ Bank unter dem Namen Mittelstandskreditbank Aktiengesellschaft gegründet. Seit 1994 ist sie ein Tochterunternehmen der Mega eG und gehört zur Mega-Gruppe. Ihre Zentrale liegt auf dem Hauptgelände der Mega-Gruppe in Hamburg.
Im Jahr 1992 erfolgte die Fusion mit der Raiffeisen – Anlagen Aktiengesellschaft mit dem Sitz in Kassel. Mit Datum vom 8. November 1994 erfolgte die Umfirmierung in den heutigen Namen.

## Rechtsverhältnisse
Die MKB Mittelstandskreditbank AG (lt. GnR „MKB Mittelstandskreditbank Aktiengesellschaft“) ist im Handelsregister beim Amtsgericht Hamburg unter B 7787 eingetragen.

## Organisationsstruktur
Rechtsgrundlagen sind das Aktiengesetz. Organe der Bank sind der Vorstand, der Aufsichtsrat und die Hauptversammlung.

## Sicherungseinrichtung
Die MKB Mittelstandskreditbank AG ist der Sicherungseinrichtung des Bundesverbandes der Deutschen Volksbanken und Raiffeisenbanken GmbH angeschlossen.

## Technik
Die MKB Mittelstandskreditbank AG ist dem genossenschaftlichen Rechenzentrum der Atruvia angeschlossen und nutzte bis 20. April 2018 als Kernbankensystem deren Software bank21. Am 21. April 2018 erfolgte innerhalb des Rechenzentrums Atruvia die Umstellung auf das Kernbankensystem agree21.